# Ivan Karabits
Ivan Fedorovitch Karabits (en ukrainien : Іван Федорович Карабиць), né le 17 janvier 1945 à Ialta (oblast de Donetsk, Ukraine) et mort le 20 janvier 2002 à Kiev (Ukraine), est un compositeur, chef d'orchestre et pédagogue ukrainien.

## Biographie

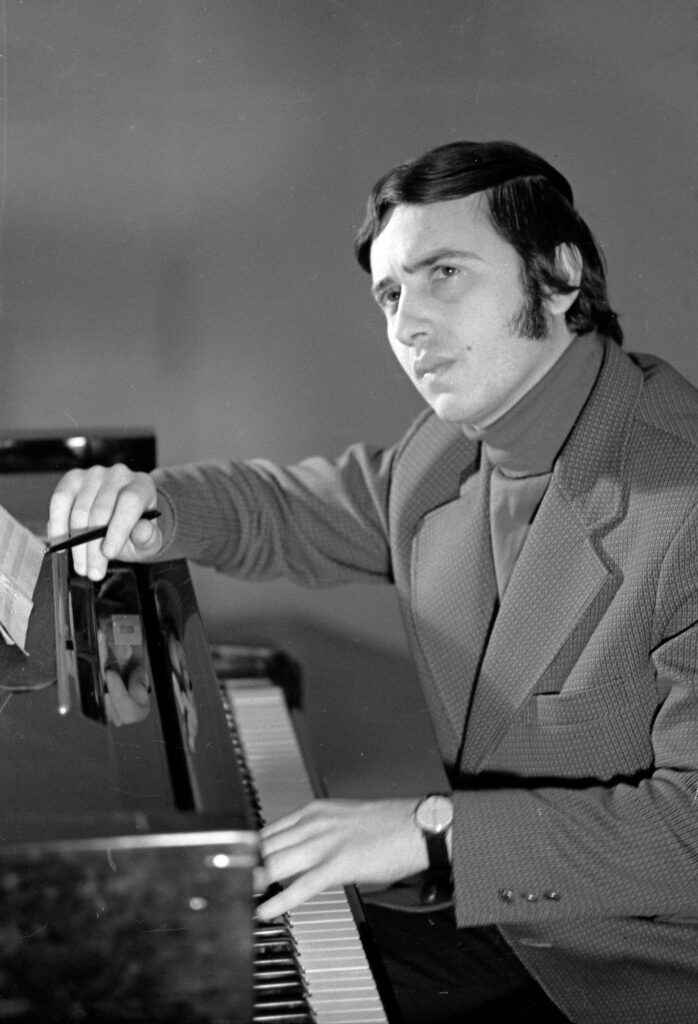
En 1976

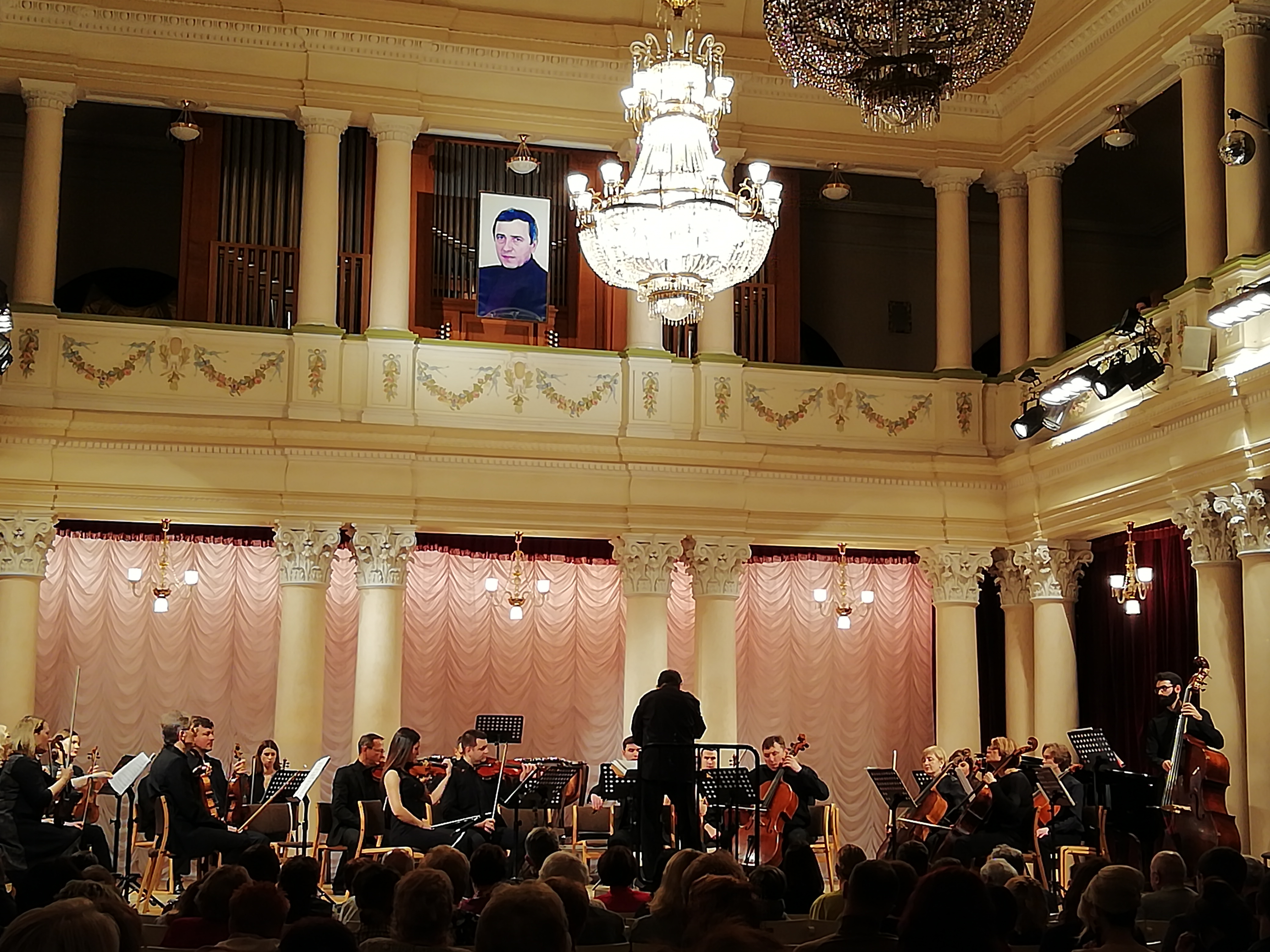
Le 17 janvier 2020, la Camerata de Kiev interprète Karabits (en portrait devant l'orgue)

Ivan Karabits étudie à l'Académie de musique Tchaïkovski de Kiev (où il a comme maîtres Boris Liatochinski et Myroslav Skoryk), dont il sort diplômé en 1971 ; il y revient ultérieurement comme enseignant.
Le catalogue de ses compositions, influencées en particulier par Liatochinski et Rodion Chtchedrine, comprend notamment des pièces pour piano (dont vingt-quatre préludes), deux sonates pour violoncelle et piano, un quatuor à cordes, deux concertos pour piano, un concerto pour violoncelle, trois concertos pour orchestre, trois symphonies, ainsi que des pièces vocales pour des formations diverses (d'une voix avec piano jusqu'aux chœurs avec orchestre), dont l'opéra-oratorio Fresques de Kiev.
Pour le cinéma ukrainien, dès 1970 et jusqu'en 2001, il est l'auteur de plusieurs musiques de films, dont celle accompagnant Les Commissaires de Nikolaï Machtchenko (1971), ainsi que de musiques pour des courts métrages d'animation. S'ajoutent, pour la télévision ukrainienne, quelques partitions illustrant des téléfilms jusqu'en 1993.
Honoré du titre d'artiste du peuple d'Ukraine, il est le père du chef d'orchestre Kirill Karabits, né en 1976. 
En 1990, il crée le Festival de musique de Kiev qu’il supervise jusqu’en 2001.
Comme chef d'orchestre, il dirige entre autres la Camerata de Kiev (en) (ensemble de musique de chambre fondé en 1977, devenu ensemble national en 2000).
Ivan Karabits meurt prématurément en 2002, à 57 ans. Il est inhumé au cimetière Baïkov de Kiev.

## Liste de compositions (sélection)

### Pièces pour instrument solo
Piano
- 1964 : Variations ; Prélude ; Sonate
- 1967 : Sonatine
- 1975 : Six préludes
- 1976 : Vingt-quatre préludes
- 1984 : Cinq miniatures
- 1999 : Cinq moments musicaux

Autres instruments
- 1971 : Dansez tous, « shake » pour accordéon
- 1974 : Musique pour violon seul
- 1976 : Récitatif, pièce de concert pour violoncelle seul
- 1980 : Chanson oubliée, slow/fox-trot pour accordéon
- 1981 : Connaissance, pièce pour orgue
- 1982 : Valse pour alto seul
- 1987 : Tryptique-Fantaisie pour orgue

### Musique de chambre
- 1964 : Scherzo pour flûte et piano ; Concertino pour clarinette et piano
- 1965 : Quintette pour flûte, deux violons, alto et violoncelle
- 1966 : Trois morceaux pour violon, violoncelle et piano
- 1967 : Concertino pour cor d'harmonie et piano
- 1968 : Sonate pour violoncelle et piano no 1
- 1970 : Scènes lyriques pour violon et piano
- 1972 : Sonate pour violoncelle et piano no 2
- 1973 : Quatuor à cordes ; Suite de concert pour ensemble de violons
- 1975  : Divertissement de concert pour deux violons, alto, contrebasse et piano
- 1976 : Impromptu pour alto et piano ; Le Soldat de plomb, musique destinée à un spectacle de marionnettes, pour ensemble instrumental
- 1977 : Le Petit Chaperon rouge, musique destinée à un spectacle de marionnettes, pour ensemble instrumental
- 1981 : Disco-Horovod pour clarinette et piano
- 1983 : Concertino pour neuf instruments
- 1993 : Introduction et Collision pour deux violons et piano ; Ce que chante la rivière pour sept instruments
- 1994 : Musique du bord de l'eau pour flûte, clarinette, violon, piano et percussions

### Pièces pour ensemble de variété
- 1966 : Quintette
- 1973 : Journée amusante
- 1980 : Kiev en fête
- 1982 : Dédicace
- 1983 : Souvenir ukrainien

### Concertos
- 1968 : Concerto pour piano et orchestre no 1 ; Concerto pour violoncelle
- 1972 : Concerto pour piano et orchestre no 2
- 1981 : Concerto pour orchestre no 1 en ut majeur Don musical à Kiev
- 1986 : Concerto pour orchestre no 2
- 1989 : Concerto pour orchestre no 3 Lamentations

### Symphonies
- 1974 : Symphonie no 1 Cinq chansons de l'Ukraine
- 1977 : Symphonie no 2
- 1978 : Symphonie no 3 pour orchestre à cordes

### Autres œuvres pour orchestre
- 1967 : Sinfonietta pour orchestre à cordes
- 1970 : Concertino pour orchestre de chambre
- 1972 : Le Brave Tailleur, musique de scène pour orchestre de variété et symphonique
- 1977 : Prélude solennel Dédicace à Octobre
- 1979 : La Nuit des miracles, musique de scène pour Le Songe d'une nuit d'été de William Shakespeare
- 1980 : Ouverture triomphale en ut majeur ; Symphonie de Bogatir (ou Symphonie héroïque ou Symphonie du travail), musique de ballet en un acte pour orchestre de variété
- 1982 : Charleston et Pour la paix, pour l'amitié, pièces chorégraphiques
- 1994 : Six préludes pour orchestre à cordes
- 1996 : Tryptique de concert pour orchestre à cordes
- 1997 : Sept préludes pour orchestre à cordes
- 1999 : Cinq moments musicaux, avec piano
- 2000 : Vio Serenade, andante pour orchestre à cordes
- 2002 : Élégie pour orchestre à cordes

### Musique vocale
- 1969 : Trois chants folkloriques ukrainiens pour voix et piano
- 1970 : Pasteli, cycle de mélodies pour soprano et piano ; Vivere Memento pour baryton et orchestre
- 1971 : Jardin des chants divins, concerto pour solistes, chœurs et orchestre
- 1973 : Chants d'Hiroshima, cycle de mélodies pour voix et flûte
- 1975 : Histoires, cycle de mélodies pour baryton et piano
- 1976 : Poèmes de Rilski, cycle de mélodies pour mezzo-soprano et piano
- 1977 : Sur le rivage de l'éternité, cycle de mélodies pour voix et piano
- 1978 : Le Sort de feu, oratorio pour baryton, chœurs et orchestre
- 1980 : Mères, cycle de mélodies pour voix et piano ; Ma terre nommée Donbass, oratorio pour récitant, solistes, chœurs et orchestre
- 1983 : Fresques de Kiev, opéra-oratorio pour récitant, solistes, chœurs et orchestre
- 1992 : La Prière de Catherine pour récitant, chœur d'enfants et orchestre
- 1993 : Cantate Solenne ou Cantate de Jubilé pour solistes, chœurs et orchestre

### Musiques de films
- 1971 : Les Commissaires (Комісари) de Nikolaï Machtchenko

## Discographie (sélection)
- 2013 : Les trois concertos pour orchestre (+ Valentin Silvestrov : Élégie et Sérénade de l'adieu, la seconde de 2003 dédiée à la mémoire de son ami Karabits), Orchestre symphonique de Bournemouth, dir. Kirill Karabits, disque compact Naxos réf. 8.572633 (la notice accompagnant le disque ayant fourni des éléments au présent article).

## Distinctions (sélection)
- Artiste du peuple d'Ukraine
- Prix du Komsomol